# 雙羽深海角介
雙羽深海角介（学名：Bythoceratina dipleura）为深海花介科深海角介屬下的一个种。